# Björnarnas rock'n roll
Björnarnas rock'n roll (även Oss björnar emellan) (engelska: In the Bag) är en amerikansk animerad kortfilm från 1956. Filmen är den sista av två filmer med Björnen Humphrey i huvudrollen.

## Handling
När ett gäng turister skräpat ner nationalparken sätter skogvaktare Woodlore björnarna, däribland Björnen Humphrey, i uppdrag att städa upp. Men att städa upp en park visar sig vara mer komplicerat än vad Woodlore förväntat sig.

## Om filmen
Filmen hade svensk premiär den 2 december 1957 på Sture-Teatern i Stockholm och ingick i kortfilmsprogrammet Kalle Ankas festprogram.
Detta är den sista Disney-kortfilmen som lanserades av RKO Pictures.

## Rollista
- James MacDonald – Björnen Humphrey (inget tal)
- Bill Thompson – skogvaktare J. Audubon Woodlore
- Jackson Weaver – Smokey Bear[4]